# Mae Muller
Holly Mae Muller (ur. 26 sierpnia 1997 w Londynie) – brytyjska piosenkarka i autorka tekstów. Reprezentantka Wielkiej Brytanii w 67. Konkursie Piosenki Eurowizji (2023).

## Życiorys
Jej rodzicami są Matt Muller oraz Nicola Jackson, którzy rozstali się, gdy miała sześć lat. Wychowała się w żydowskiej rodzinie, pochodzenia niemieckiego i austriackiego. Dziadek ze strony ojca, Robert Muller, był ocalonym z Holokaustu, który uciekł do Walii w wieku 12 lat. Ma jednego starszego brata i trzech młodszych braci przybranych. Zaczęła pisać piosenki w wieku 8 lat i uczęszczała do Fine Arts College w Hampstead. W 2007 roku pojawiła się w teledysku do utworu „Grace Kelly” Miki.

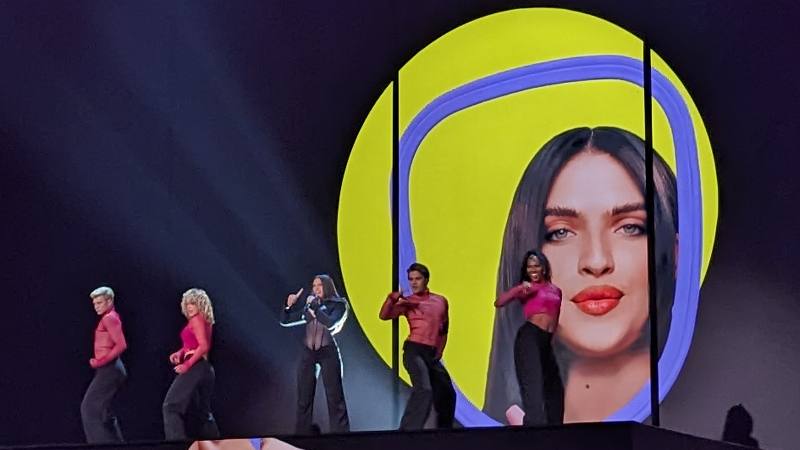
Mae Muller podczas występu w 67. Konkursie Piosenki Eurowizji, maj 2023

W 2017 roku na platformie SoundCloud udostępniła wyprodukowane przez przyjaciela wersje demo swoich piosenek, wyprodukowane w Logic Pro. Dzięki udostępnieniu filmów w których śpiewa na Instagramie, została odkryta przez swojego menedżera. W lutym 2018 roku wydała pierwszą ep-kę After Hours, a kilka miesięcy później ukazał się jej drugi minialbum Frankly. W tym samym roku podpisała kontrakt z wytwórnią Capitol Records. W 2019 roku wydała swój debiutancki album Chapter 1 oraz supportowała na trasie koncertowej LM5: The Tour zespół Little Mix. W tym samym roku wydała utwór „Therapist”, wcześniej wykonany przez nią na trasie koncertowej, a wraz z jego wydaniem ogłosiła swoją pierwszą trasę koncertową po Wielkiej Brytanii. W listopadzie 2020 roku wydała swoją trzecią ep-kę No One Else, Not Even You. W 2021 roku dołączyła do szwedzkiego kolektywu Neiked oraz pojawiła się na utworze „Better Days” Polo G, który zadebiutował na 57. pozycji na liście Billboard Hot 100, później zajmując 23. pozycję na szczycie. W 2022 roku była nominowana do MTV Video Music Awards i MTV Europe Music Awards za najlepszy występ w serii Push. 9 marca 2023 została ogłoszona reprezentantką Wielkiej Brytanii z utworem „I Wrote a Song” w 67. Konkursie Piosenki Eurowizji organizowanym w Liverpoolu. Jej konkursowa piosenka zadebiutowała w UK Singles Chart, będąc pierwszym utworem reprezentującym kraj w konkursie, który znalazł się w Top 40 tego notowania. 13 maja wystąpiła jako 26 w kolejności w finale. Zajęła w nim 25. miejsce po zdobyciu 24 punktów, w tym 9 pkt od telewidzów (25. miejsce) i 15 pkt od jurorów (22. miejsce).

## Inspiracje muzyczne
Wśród swoich inspiracji muzycznych wymienia Gwen Stefani, Lily Allen i Florence and the Machine.

## Dyskografia

### Albumy studyjne
| Rok  | Dane dot. albumu                                                                                    |
| ---- | --------------------------------------------------------------------------------------------------- |
| 2019 | Chapter 1 - Wydany: 5 kwietnia 2019 - Wytwórnia: Capitol Records - Format: CD, LP, digital download |

### EP
| Rok  | Dane dot. albumu |
| ---- | --- |
| 2018 | After Hours - Wydany: 16 lutego 2018 - Wytwórnia: Capitol Records - Format: digital download                         |
| 2018 | Frankly - Wydany: 7 grudnia 2018 - Wytwórnia: Capitol Records - Format: digital download                             |
| 2020 | No One Else, Not Even You - Wydany: 6 listopada 2020 - Wytwórnia: Capitol Records - Format: CD, LP, digital download |

### Single
| Rok                                                      | Tytuł                                                                  | Najwyższe pozycje na listach | Najwyższe pozycje na listach | Najwyższe pozycje na listach | Najwyższe pozycje na listach | Najwyższe pozycje na listach | Najwyższe pozycje na listach | Najwyższe pozycje na listach | Certyfikat                                                                        | Album                     |
| Rok                                                      | Tytuł                                                                  | UK                           | AUS                          | IRL                          | NOR                          | NZ                           | SWE                          | US                           | Certyfikat                                                                        | Album                     |
| -------------------------------------------------------- | ---------------------------------------------------------------------- | ---------------------------- | ---------------------------- | ---------------------------- | ---------------------------- | ---------------------------- | ---------------------------- | ---------------------------- | --------------------------------------------------------------------------------- | ------------------------- |
| 2018                                                     | „Close”                                                                | —                            | —                            | —                            | —                            | —                            | —                            | —                            | brak                                                                              | –                         |
| 2018                                                     | „Jenny”                                                                | —                            | —                            | —                            | —                            | —                            | —                            | —                            | brak                                                                              | Chapter 1                 |
| 2018                                                     | „The Hoodie Song”                                                      | —                            | —                            | —                            | —                            | —                            | —                            | —                            | brak                                                                              | Chapter 1                 |
| 2018                                                     | „Pull Up”                                                              | —                            | —                            | —                            | —                            | —                            | —                            | —                            | brak                                                                              | Chapter 1                 |
| 2018                                                     | „Busy Tone”                                                            | —                            | —                            | —                            | —                            | —                            | —                            | —                            | brak                                                                              | Chapter 1                 |
| 2019                                                     | „Leave It Out”                                                         | —                            | —                            | —                            | —                            | —                            | —                            | —                            | brak                                                                              | Chapter 1                 |
| 2019                                                     | „Anticlimax”                                                           | —                            | —                            | —                            | —                            | —                            | —                            | —                            | brak                                                                              | –                         |
| 2019                                                     | „Dick”                                                                 | —                            | —                            | —                            | —                            | —                            | —                            | —                            | brak                                                                              | –                         |
| 2020                                                     | „Therapist”                                                            | —                            | —                            | —                            | —                            | —                            | —                            | —                            | brak                                                                              | –                         |
| 2020                                                     | „I Don't Want Your Money”                                              | —                            | —                            | —                            | —                            | —                            | —                            | —                            | brak                                                                              | –                         |
| 2020                                                     | „So Annoying”                                                          | —                            | —                            | —                            | —                            | —                            | —                            | —                            | brak                                                                              | No One Else, Not Even You |
| 2020                                                     | „HFBD”                                                                 | —                            | —                            | —                            | —                            | —                            | —                            | —                            | brak                                                                              | No One Else, Not Even You |
| 2021                                                     | „Gone”                                                                 | —                            | —                            | —                            | —                            | —                            | —                            | —                            | brak                                                                              | –                         |
| 2021                                                     | „Better Days” (gościnnie: Polo G)                                      | 32                           | 16                           | 20                           | 29                           | 13                           | 78                           | 23                           | - UK: złota płyta - AUS: platynowa płyta - USA: platynowa płyta - NZ: złota płyta | –                         |
| 2022                                                     | „American Psycho” (gościnnie: Marshmello i Trippie Redd)               | —                            | —                            | —                            | —                            | —                            | —                            | —                            | brak                                                                              | –                         |
| 2022                                                     | „I Just Came to Dance”                                                 | —                            | —                            | —                            | —                            | —                            | —                            | —                            | brak                                                                              | –                         |
| 2023                                                     | „Feels This Good” (gościnnie: Sigala i Caity Baser feat. Stefflon Don) | 93                           | —                            | —                            | —                            | —                            | —                            | —                            | brak                                                                              | Every Cloud               |
| 2023                                                     | „I Wrote a Song”                                                       | 9                            | —                            | 44                           | —                            | —                            | —                            | —                            | brak                                                                              | –                         |
| „–” oznacza, że singel nie był notowany na danej liście. |                                                                        |                              |                              |                              |                              |                              |                              |                              |                                                                                   |                           |